# 香美市
香美市（日语：／ Kami shi）是位於日本高知縣東北部的城市，地處四國山地南端的山岳與高知平原之間，也是縣內唯一沒有臨海的城市。自從1987年高知自動車道的大豐至南國交流道路段通車後，使當地的交通圈逐漸擴大。物部川流經市內並在西南部形成沖積平原，東北部的別府峽位於劍山國定公園的範圍內，轟之瀑布則被選為日本瀑布百選。當地也流傳著平家落人的傳說。

## 地理
香美市境內約90%的面積被森林覆蓋。當地整體氣候較為溫暖，但四季以及海拔高低造成的溫差相當大。山區的降雨量較其他地區多，而高地則是部分亞寒帶植物的生長地。

## 歷史
境內發現的繩紋與彌生時代的遺跡，顯示香美地區在古時便有人類定居。當時的人們多沿著物部川沿岸生活，並逐漸在河川沿岸形成街道與聚落。

### 行政區劃變遷
- 1889年4月1日：實施町村制，現在的轄區在當時分屬：
  - 香美郡：上韮生村、槙山村、西川村、美良布村、曉霞村、在所村、山田野地村、片地村、佐岡村、大楠植村、明治村。
  - 長岡郡：新改村。
- 1896年1月27日：山田野地村改制並改名為山田町。
- 1947年2月11日：美良布村改制為美良布町。
- 1954年9月1日：山田町、片地村、佐岡村、大楠植村、明治村和新改村合併為土佐山田町。
- 1955年4月1日：西川村被廢除，轄區分別被併入槙山村、美良布町、香我美町（現已合併為香南市）、安藝市[7]。
- 1956年3月30日：美良布町和曉霞村合併為大宮町。
- 1956年9月30日：上韮生村和槙山村合併為物部村。
- 1961年3月31日：大宮町和在所村合併為香北町。
- 2006年3月1日：土佐山田町、香北町、物部村合併為香美市[8]。

### 變遷表
| 1889年4月1日 | 1889年 - 1926年                  | 1926年 - 1954年         | 1955年 - 1989年           | 1955年 - 1989年         | 1955年 - 1989年         | 1989年 - 現在       | 現在                |
| ------------ | -------------------------------- | ----------------------- | ------------------------- | ----------------------- | ----------------------- | ------------------- | ------------------- |
| 上韮生村     | 上韮生村                         | 上韮生村                | 上韮生村                  | 1956年9月30日 物部村    | 1956年9月30日 物部村    | 2006年3月1日 香美市 | 2006年3月1日 香美市 |
| 槙山村       |                                  |                         |                           | 1956年9月30日 物部村    | 1956年9月30日 物部村    | 2006年3月1日 香美市 | 2006年3月1日 香美市 |
| 西川村       | 西川村                           | 西川村                  | 1955年4月1日 併入槙山村   | 1956年9月30日 物部村    | 1956年9月30日 物部村    | 2006年3月1日 香美市 | 2006年3月1日 香美市 |
| 西川村       | 西川村                           | 西川村                  | 1955年4月1日 併入美良布町 | 1956年3月30日 大宮町    | 1961年3月31日 香北町    | 2006年3月1日 香美市 | 2006年3月1日 香美市 |
| 美良布村     | 美良布村                         | 1947年2月11日 美良布町  | 1947年2月11日 美良布町    | 1956年3月30日 大宮町    | 1961年3月31日 香北町    | 2006年3月1日 香美市 | 2006年3月1日 香美市 |
| 曉霞村       |                                  |                         |                           | 1956年3月30日 大宮町    | 1961年3月31日 香北町    | 2006年3月1日 香美市 | 2006年3月1日 香美市 |
| 在所村       |                                  |                         |                           |                         | 1961年3月31日 香北町    | 2006年3月1日 香美市 | 2006年3月1日 香美市 |
| 山田野地村   | 1896年1月27日 改制並改名為山田町 | 1954年9月1日 土佐山田町 | 1954年9月1日 土佐山田町   | 1954年9月1日 土佐山田町 | 1954年9月1日 土佐山田町 | 2006年3月1日 香美市 | 2006年3月1日 香美市 |
| 片地村       |                                  | 1954年9月1日 土佐山田町 | 1954年9月1日 土佐山田町   | 1954年9月1日 土佐山田町 | 1954年9月1日 土佐山田町 | 2006年3月1日 香美市 | 2006年3月1日 香美市 |
| 佐岡村       |                                  | 1954年9月1日 土佐山田町 | 1954年9月1日 土佐山田町   | 1954年9月1日 土佐山田町 | 1954年9月1日 土佐山田町 | 2006年3月1日 香美市 | 2006年3月1日 香美市 |
| 大楠植村     |                                  | 1954年9月1日 土佐山田町 | 1954年9月1日 土佐山田町   | 1954年9月1日 土佐山田町 | 1954年9月1日 土佐山田町 | 2006年3月1日 香美市 | 2006年3月1日 香美市 |
| 明治村       |                                  | 1954年9月1日 土佐山田町 | 1954年9月1日 土佐山田町   | 1954年9月1日 土佐山田町 | 1954年9月1日 土佐山田町 | 2006年3月1日 香美市 | 2006年3月1日 香美市 |
| 新改村       |                                  | 1954年9月1日 土佐山田町 | 1954年9月1日 土佐山田町   | 1954年9月1日 土佐山田町 | 1954年9月1日 土佐山田町 | 2006年3月1日 香美市 | 2006年3月1日 香美市 |

## 交通
參看：

### 鐵路
- 四國旅客鐵道
  - 土讚線：繁藤車站 - 新改車站 - 土佐山田車站 - 山田西町車站

|  |  |
|  |  |

### 道路
高速道路
高知自動車道通過轄區但並未設有交流道。距離香美市最近的交流道是位於南國市的南國交流道。

## 觀光資源

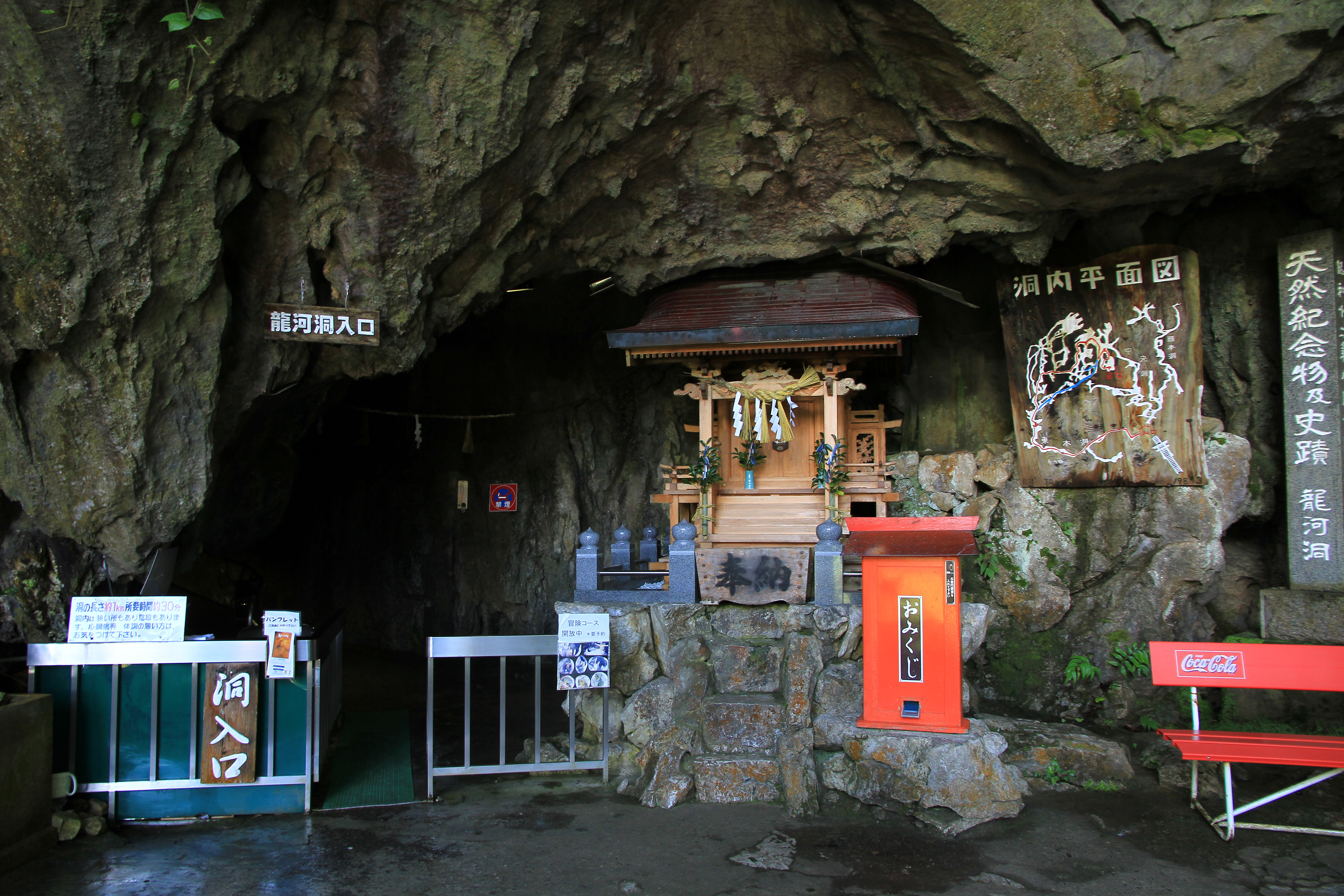
龍河洞東洞的入口與龍王神社

- 香美市立柳瀨嵩紀念館（又稱：麵包超人博物館）
- 龍河洞（鐘乳洞）
- 香北自然公園
- 野中神社
- 柳川神社
- 轟之瀑布（日本瀑布百選）

### 祭典、活動

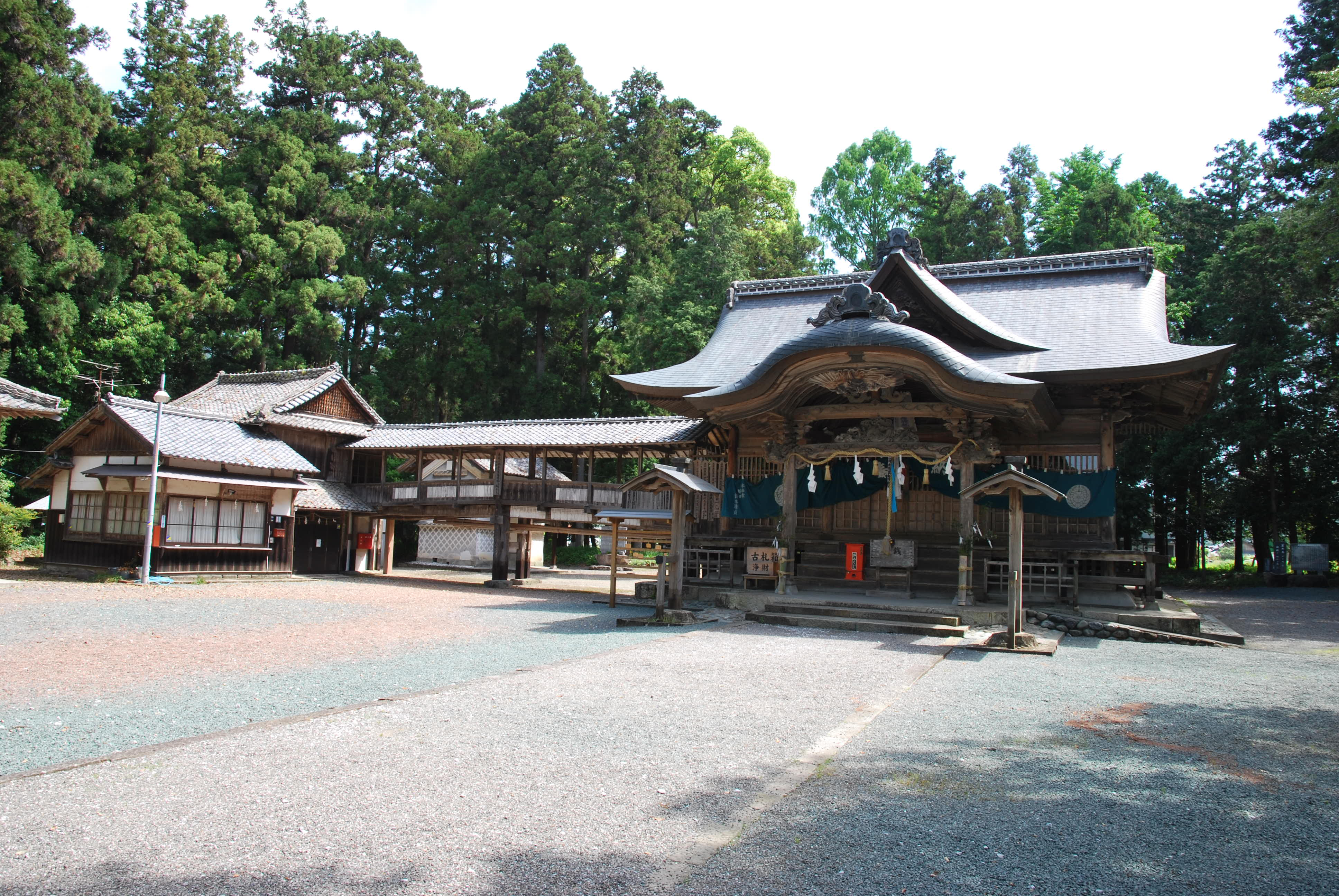
大川上美良布神社

- 大川上美良布神社秋季大祭（11月2日・3日）
- 湖水祭（8月）
- 土佐山田祭（8月）

## 教育
托兒所和市立小學各有7所，市立中學3所，高中為「高知縣立山田高等學校」（定時制），公立高知工科大學在此地設校。

## 姊妹城市

### 日本
- 蘆原市（福井縣）
1973年年8月2日締結[12]。
- 積丹町（北海道積丹郡）
1992年，於北海道札幌舉辦的第一屆YOSAKOI索朗祭中，來自土佐山田町的表演團體與來自積丹町的表演團體因為在活動中認識，開始了兩地的交流。在2002年6月締結[12]。

### 海外
- 美國拉哥（佛羅里達州皮尼拉斯縣）
1969年7月11日締結[12]。

## 本地出身人物
- 江本孟紀：職業棒球選手、球評、曾任參議院議員。
- 甲藤啓介：職業棒球選手
- 鹿取義隆：職業棒球選手
- 倉橋由美子：小說家、作家
- 田村公平：曾任參議院議員
- 原平：漫畫家
- 柳瀨嵩：漫畫家、繪本作家、詩人、麵包超人作者
- 山本忠興：發明家
- 吉川昌宏：職業棒球選手

## 外部連結
- （日語） 香美市觀光協會
- （日語） 香美市商工會
- （日語） こうほく３ 町村合併協議會